# Gustavo Escanlar
Gustavo Escanlar Patrone (Montevideo, 18 de mayo de 1962 - 12 de noviembre de 2010) fue un escritor, periodista y columnista uruguayo.

## Biografía
Realizó estudios en medicina en la Universidad de la República y literatura en el Instituto de Profesores Artigas. Trabajó desde 1988 en prensa escrita, radio y televisión. Escribió en El Día, Punto y Aparte y Tres. También incursionó en el campo literario: Oda al niño prostituto (cuentos, 1993), No es falta de cariño (cuentos, 1997), Estokolmo (novela, 1998), Crónica roja (crónicas, 2001), Dos o tres cosas que sé de Gala (novela, 1986), Disco duro (columnas periodísticas, 1988), y La alemana (novela, 1997).
Se desempeñó en las radios Sarandí  en el programa "Las cosas en su sitio", El Espectador y Radio Futura en el programa "El Termómetro" (2005-2008).
Fue columnista de Montevideo Portal, donde además llevó adelante una experiencia de radio en internet.
También participó en Bendita TV junto a Jorge Piñeyrúa en el período 2006-2008.
Fue editor de cultura y espectáculos del Semanario Búsqueda.
Se hizo conocido por su estilo polémico y controvertido; su fama nace a inicios del milenio con el programa periodístico televisivo Zona Urbana. Su colega y compañero de programa Ignacio Álvarez dijo de él: «Escanlar se animaba a decir cosas que muchos pensamos y no nos animamos a decir».
Tuvo varias crisis por la adicción a las drogas, en especial a la cocaína. En el año 2008 fue internado en el CTI del Hospital Maciel y debió ser conectado a un respirador artificial.
Falleció el 12 de noviembre de 2010 a los 48 años de edad luego de estar en coma y con respiración asistida.

## Polémicas
En 2004 la periodista Sonia Breccia denunció penalmente a Escanlar por difamación e injurias. Ese mismo año, el juez Pedro Hackenbruch sentenció a Escanlar a retractarse públicamente de sus dichos. La retractación no fue cumplida correctamente por el periodista, por lo que fue obligado por Hackenbruch a realizarla nuevamente en los siguientes términos: «Por disposición del señor juez letrado de primera instancia en lo penal de 7.º Turno, se procederá a dar lectura del siguiente texto: “Yo, Ignacio Álvarez, y yo, Gustavo Escanlar, afirmamos que todos nuestros dichos en los programas del día 11 y 12 de mayo de 1997 referidos a la periodista Sonia Breccia fueron pronunciados en el tono utilizado en ese espacio del programa, y declaramos son falsos e inexactos, por lo cual nos retractamos formalmente ante la sede judicial como ya lo hicimos con un mes de anterioridad a esta audiencia en Radio Sarandí”».
Fue acusado de plagio y al comprobarse el mismo, terminó siendo despedido del semanario Búsqueda, del programa de televisivo Zona urbana de Canal 10 y del programa de radio Las cosas en su sitio de radio Sarandí.

## Familia
Casado con Eleonora Navatta, tuvo una hija, Violeta.

## Libros
- Oda al niño prostituto (cuentos, 1993)
- No es falta de cariño (cuentos, 1997)
- Estokolmo (novela, 1998)
- Crónica roja (crónicas, 2001)
- Dos o tres cosas que sé de Gala (novela, 2006)
- Disco duro (columnas periodísticas, 2008)
- La alemana (novela, 2009)